# Порто Санто Стефано (Гросето)
Порто Санто Стефано (итал. Porto Santo Stefano) је насеље у Италији у округу Гросето, региону Тоскана.
Према процени из 2011. у насељу је живело 8892 становника. Насеље се налази на надморској висини од 28 м.